# Holarctias gracilior
Holarctias gracilior är en fjärilsart som beskrevs av Butler 1893. Holarctias gracilior ingår i släktet Holarctias och familjen mätare. Inga underarter finns listade i Catalogue of Life.